# Christian Moberg
Christian Moberg Jørgensen (født 13. november 1987 i Odder) er en tidligere dansk cykelrytter, der er ledende sportsdirektør for ColoQuick Cycling.
Han har blandt andet kørte for Team Energi Fyn, Team LRØ, Team Cult, Team Trefor og Team ColoQuick. Christian Moberg har været nomineret til blandt andet årets hjælperytter flere gange og var blandt feltets allerstørste taktikere.[kilde mangler]
Christian Moberg startede sin karriere i Odder Cykel Klub, og var en del af det østjyske og senere nationale cykelmiljø, siden han var dreng. Han kørte en del baneløb og havde også talent der.